# 阿波志
阿波志（あわし）は、江戸時代に徳島藩が編纂した阿波国（徳島県）の地誌である。

## 編纂史
徳島藩の11代藩主蜂須賀治昭は寛政4年（1792年）に、お抱え儒学者の佐野山陰（佐野之憲、佐野憲、藤原之憲、藤原憲とも。1751年-1819年）を『阿波志』の編集にあたらせるために、「編集御用」に任じた。
佐野は翌寛政5年（1793年）に、国内の町や村、港に地誌調査を命じた。これにより、各地の官吏や庄屋を通じて諸地の地理や歴史、戸数と人口、田畑の石高や特産品、神社仏閣や名所旧跡に関する情報が収集された。その後、寛政10年（1798年）には佐野自らが各地の巡察を行い、資料の収集も行った。
これらの情報がまとめられ整理されて、藩命から23年後の文化12年（1815年）に全12巻12冊の『阿波志』として完成した。
こうした編纂経緯のため、完成は文化12年（1815年）だが、収録されている情報は寛政5年（1793年）ないし6年（1794年）、10年（1798年）当時のものだと考えられている。

## 構成
阿波国の郡ごとに1巻が割り当てられ、各郡の土地に関する情報を中心に、地誌、寺社、城址、人物などについて記録されている。漢文で記されており、中身は簡潔で、古文書史料の引用などはみられない。
全12巻の構成は以下の通り。
- 巻01 - 阿波国総説
- 巻02 - 城府（徳島城下）
- 巻03 - 板野郡
- 巻04 - 阿波郡
- 巻05 - 美馬郡
- 巻06 - 三好郡
- 巻07 - 麻植郡
- 巻08 - 名東郡
- 巻09 - 名西郡
- 巻10 - 勝浦郡
- 巻11 - 那賀郡
- 巻12 - 海部郡

## 諸本
後藤家本（蜂須賀文庫）
旧蜂須賀家に伝わっていたもので、「蜂須賀文庫」の印がある。徳島県指定有形文化財である。徳島城博物館所蔵。
呉郷文庫本（阿波国文庫）
明治31年（1898年）に後藤家本から写本が作られ、さらにそれから明治45年（1912年）に写されたもの。「阿波国文庫」の印がある。国立国会図書館所蔵。
『阿波誌』
昭和6年（1931年）に、笠井藍水（1891年-1974年）が活字で刊行したもの。1976年（昭和46年）に復刊版が刊行されている。ただし誤字があるほか、原本とは構成が変更されている。

## 評価
『阿波志』を編纂した頃の徳島藩では財政が行き詰まっており、藩は当書編纂を通じて農村経営の改革を図ったのだという。

## 『異本阿波志』
江戸時代に成立したとみられる編者不明・成立時期不明の地誌。書題は『阿波志』であるが、徳島藩撰の『阿波志』（本項）との区別のため『異本阿波志』と呼ぶ。地誌をはじめ内容が豊かで、徳島城の城下町の成立史には重要な記述がある。数多くの写本があることから、同書が重要視されていたと推測されている。
成立時期は様々な伝があり、他の文献史料からの言及では宝暦7年（1757年）の成立とするもの、宝暦13年（1763年）の成立とするものがある。しかし本の中身にはこれより後代の寛政年間（1789年-1801年）のことも書いてあり、寛政期成立とする説や、宝暦期（1751年-1764年）から明和期（1764年-1772年）とする説などがある。